# ولادیمیر لوتچنکو
ولادیمیر لوتچنکو (انگلیسی: Vladimir Lutchenko؛ زادهٔ ۲ ژانویهٔ ۱۹۴۹) بازیکن هاکی روی یخ اهل اتحاد جماهیر شوروی سوسیالیستی بود.